# Гуарньери, Камарго
Мо́царт Кама́рго Гуарнье́ри (согласно правилам транскрипции более точная передача фамилии: Кама́ргу порт.-браз. Mozart Camargo Guarnieri; 1 февраля 1907[…], Тиете, Сан-Паулу — 13 января 1993, Сан-Паулу) — бразильский дирижёр, композитор, музыкальный и общественный деятель, педагог, ученик Л. Бальди и М. де Андраде. Один из самых плодовитых и исполняемых композиторов Бразилии после Э. Вила-Лобоса.

## Имя Моцарт
Родители отца прибыли в Бразилию из Италии, точнее Сицилии в 1895 (или 1885) году и в написание фамилии добавили «i» во избежание кажущейся связи с известным скрипичным мастером Гварнери. Отец будущего композитора, Мигел Гуарньери (Miguel Guarnieri), обосновался в Тиете́, где открыл парикмахерскую и познакомился со своей будущей женой Жессией де Арруда Камаргу Пентеаду (Géssia de Arruda Camargo Penteado), происходившей из богатого семейства, основанного 400 лет назад искателем приключений из Испании и индианкой.
Мигел Гуарньери был любителем оперы и старшего из своих 10 детей назвал Моцартом, а трём младшим сыновьям дал имена Россини, Беллини и Верди. В зрелые годы, став композитором и осознав значение своего имени, Камаргу Гуарньери перестал его использовать, чтобы, по собственным словам, «не оскорблять Мастера».

## Биография
Родился 1 февраля 1907 года в Тиете. В 7 лет пошёл в школу, но закончил лишь 2 класса начального обучения. О детстве отзывался, как о самых счастливых временах жизни. Отец всеми силами помогал сыну достичь того, чего сам не смог реализовать. Надежда на то, что вся вложенная в сына энергия даст результат, стала причиной переезда семейства в Сан-Паулу в 1922 году (в 15 лет), где была возможность обучения у лучших преподавателей. В Сан-Паулу на протяжении 3 лет брал уроки фортепиано у Эрнани Брага (Ernani Braga), после чего выбрал другого педагога — Антониу де Са Перейра (Antônio de Sá Pereira). Игре на флейте и скрипке обучал отец. Большую пользу в развитии оказало исполнение произведений для фортепиано всех композиторов в алфавитном порядке от А до С: Баха, Шопена, Моцарта, Рахманинова и других. Был штатным пианистом в кинотеатре, где порой отец аккомпанировал на контрабасе или флейте, после чего до 3 или 4 часов утра играл в кабаре.
Вопреки встречающейся в некоторых источниках информации, никогда не обучался ни в одной консерватории. В 1926 году познакомился с итальянским дирижёром Ламберто Бальди (Lamberto Baldi, сам Гуарньери произносил по-португальски «Балди»), который 5 лет (1926—1930) обучал гармонии, контрапункту, фуге и оркестровке. По настоянию Бальди освоил клавишные инструменты симфонического оркестра: фортепиано, челесту, и также ксилофон. На частных уроках с Бальди (в меньшей мере с Брагой и Перейрой) получил современное и специальное образование, которое было недоступно в Консерватории Сан-Паулу того времени. В марте 1928 года при первой встрече с молодым композитором Мариу де Андраде удостоверился в близости его музыки и своей теории национальной культуры, решил оказывать ему всестороннюю поддержку. Вскоре идеолог бразильской культурной идентичности заключил с Бальди соглашение: дирижёр продолжил обучение молодого таланта техническим приёмам, сам Андраде занялся эстетической и общекультурной направленностью. Эти два педагога оказали решающее воздействие на формирование Гуарньери как композитора.
В 1928 году началась педагогическая карьера в Консерватории Сан-Паулу (Conservatório Dramático e Musical de São Paulo) по классу фортепиано и аккомпанемента, продолжавшаяся в том заведении по 1933 год. В течение 3 лет обучался на философском факультете (1928—1930). 27 мая 1935 года в рамках проведения Недели современного искусства состоялось первое публичное исполнение произведений композитора, когда были представлены 1-я соната для виолончели и фортепиано (1930), некоторые песни и понтейю (Ponteios — прелюдии из 1-го тома, созданные в 1931—1935 годах), 1-й струнный квартет (1932) с участием Закариаса Аутуори. В том же 1935 году занял должность художественного руководителя и дирижёра Хора Сан-Паулу (Coral Paulistano), вводя в его репертуар главным образом сочинения бразильских композиторов с текстами на португальском языке, что было редкостью в те времена.
В 1938 году после победы в конкурсе получил стипендию и для усовершенствования навыков отправился в Париж, где заново стал изучать контрапункт, фугу и композицию под руководством Шарля Кеклена, управление оркестром и хором с Франсуа Рюльманом (François Ruhlmann) до возвращения в Бразилию в ноябре 1939 года. В 1942 году впервые посетил США, где пробыл полгода. В 1945 году стал одним из основателей Бразильской академии музыки (Academia Brasileira de Música), избрав патроном кресла № 23 Леопольда Мигеса (Leopoldo Miguéz); занял должность художественного руководителя и главного дирижёра Муниципального симфонического оркестра Сан-Паулу. После смерти Вила-Лобоса в 1959 году стал почётным президентом Бразильской академии музыки. С 1956 по 1960 год был советником по вопросам музыки при министре образования и культуры Кловисе Салгаду в правительстве Жуселину Кубичека, разработал план музыкального образования в Бразилии.
Гастролировал по странам Европы и США в качестве дирижёра. Являлся активным деятелем в области народного просвещения, а также видным представителем бразильской национальной композиторской школы. В 1958 году по личному приглашению Д. Д. Шостаковича вошёл в состав жюри 1-го Международного конкурса имени П. И. Чайковского. Был лично знаком с А. И. Хачатуряном и поддерживал творческие связи с С. А. Кусевицким и М. Л. Ростроповичем. В 1975 году занял должность художественного руководителя и дирижёра созданного им самим Симфонического оркестра университета Сан-Паулу (Orquestra Sinfônica da Universidade de São Paulo), которую занимал до 1992 года. Преподавая композицию, создал собственную композиторскую школу, среди учеников которой выделяются Ожвалду Ласерда (Osvaldo Lacerda), Сержиу де Васконселус-Корея (Sérgio de Vasconcellos-Corrêa), Аилтон Эскобар (Aylton Escobar), Алмейда Праду (Almeida Prado) и Марлус Нобре (Marlos Nobre).
Скончался 13 января 1993 года в Сан-Паулу.

## Творчество
Вопреки настояниям отца, не проявлял никакого интереса к урокам по теории музыки. Импровизация стала началом творческого развития и оказала определяющее воздействие на музыку композитора, характеризующуюся текучестью и спонтанностью. Из детских импровизаций в 11 лет (1918) родилась первая пьеса Гуарньери — вальс «Мечта художника» (Sonho de Artista, первая публикация Casa Mignon, Сан-Паулу, 1920). Публикация вальса 13-летнего композитора Моцарта Гуарньери была удостоена благожелательной, восторженной и лестной критики. В 1929 году было создано первое сочинение для оркестра — «Детская сюита» (Suíte Infantil para Piano). В 1928 году в возрасте 21 года был автором созданных под руководством Бальди произведений, обладавших характерными чертами бразильского фольклора: «Бразильского танца» (Dança Brasileira) и 1-й сонатины для фортепиано. Части 1-й сонатины в отличие от общепринятых правил были обозначены не на итальянском, а на португальском языке.
Гуарньери противился тому, чтобы его именовали «фольклорным» композитором, предпочитая определение «национальный композитор». Несмотря на то, что в отечественной критике принято считать, что Гуарньери придерживался фольклорного направления, по словам самого композитора, его произведения национального характера не являются фольклорными — это сочинения академической музыки, созданные по мотивам бразильской народной музыки. Например, также как и Вила-Лобос, Гуарньери создал серию шору для солирующих инструментов с оркестром (для кларнета, фагота, флейты, фортепиано, гитары, виолончели, скрипки) и отдельно Choro Torturado. В этих сочинениях воспроизводились ритмы и мотивы популярного бразильского танцевального жанра шору. «Чёрный танец» (Dança Negra, 1946; авторские транскрипции для оркестра 1947 года и для 2-х фортепиано 1948 года) был написан по впечатлениям от церемонии ритуала кандомблэ, на которой композитор присутствовал вместе с Жоржи Амаду в 1937 году в Баие.

## Сочинения
Творческое наследие композитора включает около 700 сочинений различных жанров, в числе которых 2 оперы, 7 симфоний, 6 концертов для фортепиано с оркестром, 2 концерта для скрипки с оркестром, 5 сюит, 3 струнных квартета. Среди сонат: 1 для фортепиано, 1 для гитары и фортепиано, 7 для скрипки и фортепиано, 3 для виолончели и фортепиано. Сонатины: 8 для фортепиано, 1 для флейты и фортепиано, 1 для скрипки и фортепиано.
1 трио для скрипки, виолончели и фортепиано; 1 трио для скрипки, гитары и виолончели. 10 вальсов для фортепиано. К наиболее известным и часто исполняемым сочинениям относятся 50 понтейю для фортепиано (то есть прелюдий — Ponteios para Piano). Оставил после себя много песен, сочинённых, в частности, на тексты Мариу де Андраде и своего брата Россини Камаргу Гуарньери, который был известным в своё время писателем и поэтом.

### Кантанты
- «Смерть лётчика» (A morte do aviador)[24]

### Музыкальные поэмы
- 1947 — «Уйрапуру» (Uirapuru)

### Оперы
- 1932 — «Неудачник Педру» (Pedro Malazarte), либретто Мариу де Андраде, премьера в Городском театре Рио-де-Жанейро (1952)
- 1960 — «Одинокий» (Um Homem Só / Solitário[24]), либретто Джанфранческо Гварньери, премьера в Городском театре Рио-де-Жанейро (1962)

## Семья
- Лавиния (Lavínia) — первая жена
  - Мариу — сын
    - Мариу — внук
- Анита (Anita) — вторая жена
  - Мириам — дочь
- Вера (Vera Silvia Camargo Guarnieri) — жена
  - Таня — дочь, бразильская скрипачка